# 潞州区
潞州区（ろしゅう-く）は中華人民共和国山西省長治市に位置する市轄区。

## 歴史
2018年9月30日、旧城区・郊区の合併により成立。

## 行政区画
- 街道:東街街道、西街街道、英雄南路街道、英雄中路街道、紫金街街道、太行東街街道、太行西街街道、延安南路街道、常青街道、五馬街道、大辛荘街道、堠北荘街道、老頂山街道
- 鎮:馬廠鎮、黄碾鎮、西白兎鎮